# Ticineto
Ticineto – miejscowość i gmina we Włoszech, w regionie Piemont, w prowincji Alessandria.
Według danych na styczeń 2010 gminę zamieszkiwało 1429 osób przy gęstości zaludnienia 175,3 os./1 km².